# Pau Mueller
Pau Mueller (bürgerlich: Paula Elizabeth Müller; * Dezember 2005 in Zürich) ist eine schweizerisch-kubanische Sängerin und Songwriterin. Ihre Musik vereint Pop, Latin Pop, Reggaetón sowie Elemente traditioneller lateinamerikanischer Genres wie Son Cubano und Bachata. Sie veröffentlicht hauptsächlich zweisprachig auf Spanisch und Englisch.

## Leben
Mueller wurde 2005 in Zürich geboren; sie wuchs in Küssnacht am Rigi und in Kuba auf, dem Heimatland ihrer Mutter. Mit 7 Jahren lernte sie Gitarre und Klavier. An der Havana International School wirkte sie bei Schulkonzerten mit.
Sie erhielt Gesangsunterricht von Mayito Rivera (Los Van Van). Bereits mit 14 Jahren produzierte sie erste Songs gemeinsam mit dem kubanischen Jazzpianisten Jorge Aragón Brito. Sie absolvierte das Gymnasium Immensee und begann 2024 eine Ausbildung zur Musikproduzentin am Abbey Road Institute in Miami.
Müller hat im Jahr 2019 im Alter von 14 Jahren den dritten Platz in der Kategorie „Best New Artist Teen“ beim Vocalstar Song Contest Finale in Los Angeles gewonnen.
2024 nahm sie am SUISA Songwriting Camp in den Powerplay Studios in Maur teil. Dort arbeitete sie mit Produzenten wie Argyle und Dr. Mo zusammen. Im Mai 2025 wurde ihr Song ¿Qué Va A Pasar? in die internationale Kompilation Latin American Women des Labels Putumayo World Music aufgenommen.

## Musikstil
Mueller kombiniert moderne Pop-Produktionen mit lateinamerikanischen Rhythmen wie Son, Salsa, Reggaetón und Bachata. Ihr Musikstil zeichnet sich durch eine dynamische Fusion aus, die hauptsächlich lateinamerikanische Einflüsse mit Elementen des akustischen Pop und Indie-Songwritings verbindet. Sie ist weithin als Latin Pop- und Reggaeton-Künstlerin anerkannt. Ihr Song „Suiza“ wird explizit als „romantischer Reggaeton“-Track hervorgehoben. Ihre Single „SIN TI“ weist eine „einzigartige Mischung aus Drum & Bass und Latin Pop-genres“ auf. Ihr Lied „¿Qué Va A Pasar?“ ist ein akustischer Bolero.
Ihre Texte behandeln Themen wie Selbstfindung, Migration, Liebe und Empowerment. Ihre Lieder erscheinen überwiegend auf Spanisch oder in gemischten Sprachfassungen (Spanisch/Englisch).

## Diskografie (Auswahl)
Im Oktober 2024 erschien ihre EP ¿Qué Va A Pasar? mit fünf Songs.
Ihr Debütsong „Bandida“, veröffentlicht am 28. Oktober 2022, wurde 6 Millionen Mal auf TikTok aufgerufen. Ihr Latin Pop-Hit „LOKERA“, veröffentlicht am 21. April 2023, ist mit 744.608 Wiedergaben ihr populärster Titel auf Spotify und erhielt Radio-Airplay auf Radio SRF Virus. Der Song „Suiza“, veröffentlicht am 18. August 2023, wurde von „Playlist-Kuratoren und Musikbloggern“ gut aufgenommen.
Sie kollaboriert aktiv unter anderem mit Oscar Hernández, Oscarcito und Manny Mijares. Eine kürzliche Zusammenarbeit führte zur Single „Quizás (feat. Pau Mueller)“ mit DJ Nico, die am 18. Februar 2025 veröffentlicht wurde und Bachata-Rhythmen aufweist. Auch ihr Song „Te Enchulas“ ist von Bachata-Rhythmen geprägt.
| Song                                   | Jahr | Musikstil                | ISRC          |
| -------------------------------------- | ---- | ------------------------ | ------------- |
| Díganme                                | 2025 | Pop / Latin              | QZTBD2544987  |
| ¿Qué Va A Pasar?                       | 2024 | Son Cubano / Latin       | QZTBE2467376  |
| Far Away                               | 2024 | Pop                      | QZTBE2467377  |
| Moana                                  | 2024 | Pop                      | QZTBE2467378  |
| Náufraga                               | 2024 | Pop                      | QZTBE2427779  |
| Sin Ti                                 | 2024 | Electronic / Latin / Pop | QZTB82498721  |
| SANTROPÉ                               | 2024 | Latin Pop                | QZMEN2414513  |
| Te Enchulas                            | 2024 | Bachata                  | QZTB32473862  |
| Solo pa mí                             | 2024 | Pop                      | QZDA62497172  |
| Quizás (feat. Pau Mueller)             | 2025 | Bachata                  | QZES62508938  |
| Se Nos Va El Año (feat. Zandú Montoya) | 2023 | Pop                      | IEWNY2346463  |
| Talvez (feat. Nurnoloco)               | 2023 | Pop                      | QZTAU2383303  |
| SUIZA                                  | 2023 | Latin                    | QZPLR2369541  |
| Romanche                               | 2023 | Reggaetón / Latin Urbano | CH7812351083  |
| Turista                                | 2023 | Latin Pop                | CH7812350822  |
| Break                                  | 2023 | Pop                      | CH7812346642  |
| UBI                                    | 2023 | Latin                    | CH7812344196  |
| LOKERA                                 | 2023 | Latin Pop                | CH7812348906  |
| Bandida                                | 2022 | Reggaetón / Urban Latin  | USHM92276134  |
| Spring Flowers                         | 2022 | Pop mit Jazz-Elementen   | USDY422253960 |
| EMBER                                  | 2022 | Ballade                  | QZQAY2293865  |
| The Fall                               | 2022 | Pop                      | TCAFZ2126007  |

## Auftritte
- Schweiz: Küssnacht am Rigi, Winterthur, Schloss Meggenhorn, Buttikon SZ.
- Spanien: Madrid, Barcelona (im Rahmen ihrer „BANDIDA TOUR“), Valencia, Salamanca.
- USA: Miami (Savage Labs, Wynwood).
- Vereinigtes Königreich: London (The Lower Third).[18]
- Kolumbien: Bogotá (BIME Musikkonferenz).[19]

Ihr Profil auf Mx3.ch listet von Ende 2022 bis Mitte 2025 17 „Gigs“ auf.

## Medienpräsenz
Muellers Musik wird auf Schweizer Radiosendern wie Couleur 3 ausgestrahlt. 2023 wurde sie im Format SRF 3 Punkt CH vorgestellt und war Gast im Female Music Special von Virus Radio.
Bis Mai 2025 verzeichnete Mueller über 3,1 Millionen Streams auf Spotify. Ihr Debütsong „Bandida“ erreichte 6 Millionen Aufrufe auf TikTok.
Ihre Arbeit wurde in Electrowow.net, TheUrbanJuice.com und Jamsphere.com vorgestellt. Ein Song von ihr ist im Compilation-Album „Latin American Women“ von Putumayo World Music enthalten.